# Federigo Savelli

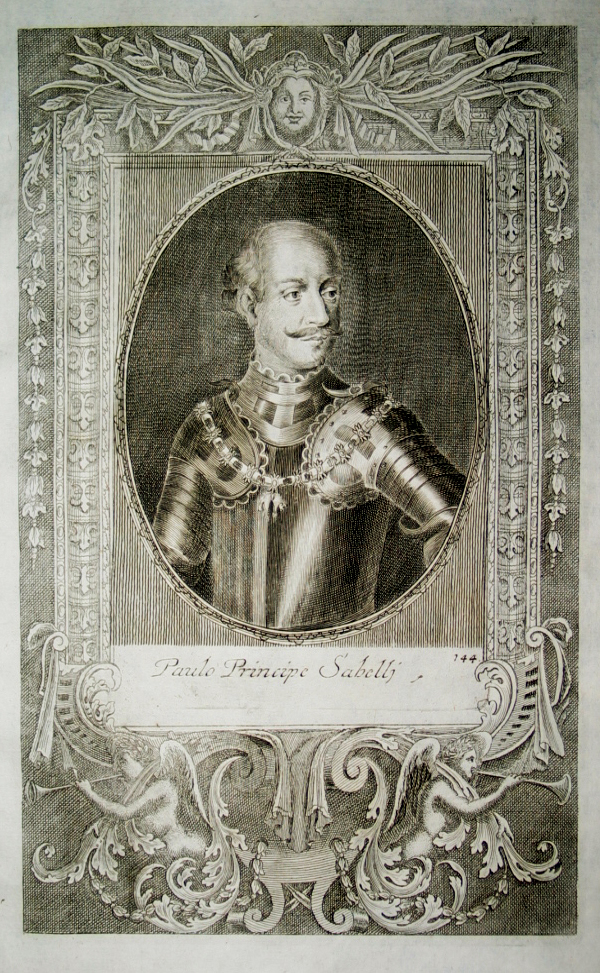
Federigo Savelli

Federigo Duca di Savelli, Signore di Poggio, Principe d’Albano, (auch Friedrich Herzog von Savelli oder Federico Savelli; * 1583 in Rom; † 19. Dezember 1649 ebenda) war ein römischer Fürst, kaiserlicher Feldmarschall, Kämmerer und Hofkriegsrat, Botschafter Ferdinands II. in Rom, und Generalleutnant der Heiligen Römischen Kirche.
Er kämpfte im Dreißigjährigen Krieg mit geringem Erfolg auf kaiserlicher Seite, hatte aber mehr Erfolg in der Verteidigung des Kirchenstaates. Er diente sowohl dem Papst als auch dem Kaiser mehrfach als Gesandter.

## Leben
Federigo Savelli, in Deutschland auch als Friedrich (von) Savelli bekannt, stammte aus dem fürstlichen Geschlecht der Savelli, die im Neapolitanischen und im Mailändischen begütert waren und das Amt des Erb-Oberhofmarschalls der Päpste innehatten. Mit Honorius III. (Cencio Savelli) und seinem Großneffen Giacomo Savelli als Honorius IV. brachte die Familie zwei Päpste des 13. Jahrhunderts und dazu noch einige Kardinäle, vor allem im 16. und 17. Jahrhundert, hervor. Am 6. März 1712 starb sie mit dem Tode Giulio Savellis aus. Das Oberhofmarschallamt ging an den Fürsten Augustino Chigi über, dessen Nachkommen es bis heute haben.
Federigo wurde als Sohn des Bernardino Savelli († 1590), Signore di Palombara, 1. Herzog von Castel Gandolfo, Marchese di Roccapriora, Marschall der Heiligen Römischen Kirche, aus der Ehe mit Lucrezia dell’Anguillara († 1617) geboren.
Nachdem er während der Regierungszeit Kaiser Rudolfs II. in Ungarn gekämpft hatte, machte ihn Papst Paul V. zum General von Bologna, Ferrara und Romagna. Gregor XV. ernannte ihn zum Generalleutnant der Römischen Kirche und während der Unruhen im Veltlin erklärte ihn Urban VIII. erneut zum General von Ferrara.
Danach diente er in Deutschland im Dienste Kaiser Ferdinands II., der ihn zu seinem Kammerherrn machte, und erwarb sich die Gunst Wallensteins. Als Kommandeur der kaiserlichen Truppen in Mecklenburg und Vorpommern übergab er, als König Gustav II. Adolf nach Deutschland einfiel, die Stadt Demmin in Pommern an die Schweden. Diese Übergabe und die vorhergegangene schlechte Verteidigung rückte ihn selbst beim Gegner in schlechtes Licht. Gustav Adolf riet ihm, seinem Kaiser doch besser am Hofe zu dienen als in der Armee. Auch Tilly beklagte sich beim Kaiser über ihn. Trotzdem stand er bei Ferdinand II. weiterhin in Gunst und wurde nach Tillys Niederlage in der Schlacht bei Breitenfeld (1631) als kaiserlicher Sondergesandter zu Papst Urban VIII. nach Rom geschickt, um dort um Unterstützung gegen die Protestanten zu bitten. Am 19. Januar 1635 wurde er zum kaiserlichen Feldzeugmeister ernannt.
Nach der Thronbesteigung von Ferdinand III. kommandierte Savelli neben dem bayerischen General Johann von Werth im Elsass ein kaiserlich-bayerisches Heer gegen den Herzog von Weimar, der im Februar 1638 sehr früh im Jahr begonnen hatte, die Stadt Rheinfelden zu belagern. Für Bernhard überraschend schnell erschien das kaiserlich bayerische Heer am 28. Februar bei der Stadt, griff die Belagerungstruppen an und zwang sie zu einer überhasteten Flucht rheinaufwärts nach Laufenburg. Statt die flüchtenden Truppen Bernhards zu verfolgen, die von ihnen hinterlassenen Kanonen abzutransportieren und damit den Sieg abzusichern, wurden die kaiserlich-bayerischen Söldner auf die Quartiere verteilt und die vom Feind verlassenen Kanonen am Ort belassen. Als dann die zunächst vertriebenen Belagerungstruppen drei Tage später frühmorgens wieder erschienen, wurden die Befehlshaber des kaiserlich-bayerischen Heeres total überrascht. Während Salvelli mit seinen Truppen flüchtete, stellte sich Werth zum Kampf wurde aber bezwungen. Auch Salvelli, der sich zunächst im Gebüsch versteckt hatte, wurde entdeckt. Auf diese Weise ging die bereits gewonnen geglaubte Schlacht bei Rheinfelden verloren und verwandelte sich in einen großen Sieg des Bernhard von Sachsen-Weimar, der sein Heer um 3000 Mann vergrößern konnte. Beide unterlegenen Befehlshaber – Savelli und Werth – gerieten in Gefangenschaft. Werth wurde an Frankreich ausgeliefert.
Savelli wurde im Rathaus von Kleinlaufenburg eingesperrt, konnte aber mit Hilfe einer Frau fliehen. Aus Rache an seiner gelungenen Flucht über den Rhein in die Schweiz wurden der Pfarrer, der Kaplan und ein schwedischer Feldwebel (dieser wegen Verlassen seines Postens) kurz darauf unter den Kommandos des Johann von Nassau und Johann Ludwig von Erlach hingerichtet. (Bluttat von Laufenburg).
Danach versuchte Savelli, am 28. April 1638 zum Feldmarschall geworden, mit dem neuen bayerischen General Johann von Götzen im August 1638 die Eroberung Breisachs zu verhindern. Da dieses wegen einer erneuten militärischen Fehlleistung von Salvelli nicht gelang, begab er sich wieder an den kaiserlichen Hof, wo er vor ein Kriegsgericht gestellt werden sollte. Als er das wegen seiner guten Beziehungen zum Papst in Rom verhindern konnte, wurde als Abgesandter zurück nach Rom geschickt.
Da Urban VIII. gerade wegen des Herzogtums Castro mit Venedig, Florenz, Modena und Parma in einen Krieg geraten war, ernannte ihn dieser – mit kaiserlicher Erlaubnis – zum Generalleutnant der Kirche in der Provinz Perugia, wo er den Kirchenstaat, vor allem gegen den Großherzog von Florenz, erfolgreich verteidigte. Danach legte er sein Amt als Oberbefehlshaber nieder, nahm wieder den Charakter als kaiserlicher Abgesandter an und war als solcher bei der Wahl von Papst Innozenz X. dabei.
Als die Franzosen 1646 Orbetello belagerten, trug er viel zur Verteidigung des Ortes bei und versuchte auch Portolongone und seine Festung zurückzuerobern. 1649 starb er in Rom.